# Nitry
Nitry je francouzská obec v departementu Yonne, v regionu Burgundsko-Franche-Comté. V roce 2008 zde žilo 389 obyvatel.
Přes území obce prochází dálnice A6 a je zde i dálniční sjezd.